# Zrakoplovna baza Došan-Tape
Zrakoplovna baza Došan Tape (IATA kod: nema, ICAO kod: OIID) smještena je u Piruzijevoj ulici u južnom Teheranu, glavnom gradu u sjevernom dijelu Irana odnosno Teheranskoj pokrajini. Nalazi se na nadmorskoj visini od 1233 m. Zračna luka ima jednu asfaltiranu uzletno-sletnu stazu dužine 2301 m, a njena namjena je isključivo vojne prirode. Tijekom 2000-ih godina zrakoplovnu bazu koristio je ratno zrakoplovstvo elitne iranske vojske, no širenjem grada počela je gubiti na značaju pa su se trenažni letovi počeli prebacivati u druge zrakoplovne baze.

## Vanjske poveznice
- (engl.) DAFIF, World Aero Data: OIID  Arhivirana inačica izvorne stranice od 6. prosinca 2007. (Wayback Machine)
- (engl.) DAFIF, Great Circle Mapper: OIID